# Siegfried Klein (Rabbiner)

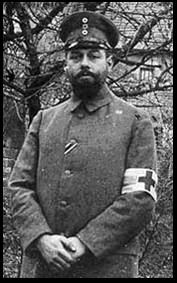
Feldrabbiner Siegfried Klein

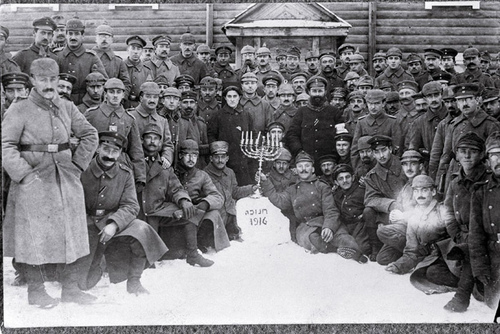
Deutsche jüdische Soldaten halten eine Chanukka-Feier ab. Polen, Dezember 1916. Klein ist in der Mitte.

Siegfried Klein (geboren am 31. Dezember 1882 in Rheydt; gestorben im August 1944 in Auschwitz) war ein deutscher Rabbiner. 

## Leben
Siegfried Klein war ein Sohn des Fabrikanten Julius Klein und der Jenny Grünwald. Er besuchte die jüdische Elementarschule und das Progymnasium in Rheydt und das Gymnasium in Mönchengladbach. Er studierte an den Universitäten Berlin und Freiburg sowie an der Lehranstalt für die Wissenschaft des Judentums in Berlin und wurde Religionslehrer an den Schulen der Jüdischen Gemeinde Berlin. Von 1914 bis 1918 war er Soldat (zwei Mal verwundet, Eisernes Kreuz) und Feldrabbiner. 1919 promovierte er zum Dr. phil.
Von 1919 bis 1941 war er neben Rabbiner Max Eschelbacher zweiter liberaler Rabbiner und Jugendrabbiner in Düsseldorf. Er war aktiv in den jüdischen Jugendvereinen (Mitbegründer und Vorstand des Verbandes jüdischer Jugendvereine) und Mitgründer und Mitglied der Leitung des Reichsbundes jüdischer Frontsoldaten, Mitglied des Düsseldorfer U. O. B. B., Redakteur der Gemeindeblätter für Düsseldorf, Duisburg und Essen und Volkshochschuldozent. 
Seine Frau Lilli, geborene Plotke (* 13. April 1895 in Berlin), und er hatten zwei Kinder: Hanna (* 12. Juni 1923) und Julius Klein (* 4. April 1925).
Ab 1938 war er der einzige Rabbiner in Düsseldorf und leitete die dortige jüdische Gemeinde. Während der Novemberpogrome am 9./10. November 1938 wurden Siegfried, Lilli und Julius Klein in ihrer Wohnung in der Friedrichstraße 59a / Ecke Herzogstraße überfallen, misshandelt und verletzt ins Düsseldorfer Polizeigefängnis gebracht. Nach seiner Entlassung aus dem Polizeigefängnis am 22. Dezember 1938 schickten Siegfried Klein und seine Frau die Kinder ins sichere England. 
Siegfried Klein blieb bei der Gemeinde, bis er am 27. Oktober 1941 von Düsseldorf aus ins Ghetto Litzmannstadt deportiert wurde. Dort starb Lilli Klein am 3. August 1942 im Alter von 48 Jahren. Siegfried Klein überlebte die „Liquidierung“ des Ghettos im August 1944 und wurde ins Vernichtungslager Auschwitz deportiert und dort ermordet.

## Orden und Ehrenzeichen
- Eisernes Kreuz

## Gedenken
- Das Siegfried-Klein-Jugendzentrum Kadima der jüdischen Gemeinde Düsseldorf trägt seinen Namen.
- In  der Düsseldorfer Carlstadt wurde eine Querstraße der Kasernenstraße, an der sich die am 29. November 1938 abgebrochene Große Synagoge  befand, Siegfried-Klein-Straße genannt.